# Седрік Руссель
Седрік Руссель (фр. Cédric Roussel, 6 січня 1978, Монс — 24 червня 2023, Монс) — бельгійський футболіст, що грав на позиції нападника.
Виступав, зокрема, за клуб «Стандард» (Льєж), а також національну збірну Бельгії.

## Клубна кар'єра
Народився 6 січня 1978 року в місті Монс.
У дорослому футболі дебютував 1994 року виступами за команду «Ла Лоув'єр», в якій провів чотири сезони, взявши участь у 107 матчах чемпіонату. 
Згодом з 1998 по 2004 рік грав у складі команд «Гент», «Ковентрі Сіті», «Вулвергемптон», «Монс», «Генк» та «Рубін».
Своєю грою за останню команду привернув увагу представників тренерського штабу клубу «Стандард» (Льєж), до складу якого приєднався 2004 року. Відіграв за команду з Льєжа наступні два сезони своєї ігрової кар'єри. У складі «Стандарда» був одним з головних бомбардирів команди, маючи середню результативність на рівні 0,4 гола за гру першості.
Протягом 2006—2011 років захищав кольори клубів «Зюлте-Варегем», «Брешія», «Монс», АЕК (Ларнака), «Ла Лоув'єр» та «Зв Гук».
Завершив ігрову кар'єру у команді «Рус Белоель», за яку виступав протягом 2011 року.

## Виступи за збірні
У 1993 році дебютував у складі юнацької збірної Бельгії (U-16), загалом на юнацькому рівні взяв участь у 15 іграх, відзначившись 7 забитими голами.
Протягом 1997–1999 років залучався до складу молодіжної збірної Бельгії. На молодіжному рівні зіграв у 12 офіційних матчах, забив 10 голів.
У 2003 році дебютував в офіційних матчах у складі національної збірної Бельгії.
Загалом протягом кар'єри в національній команді, яка тривала 1 рік, провів у її формі 2 матчі.
Помер 24 червня 2023 року на 46-му році життя у місті Монс.
| Дата       | Місто  | Господарі | Результат | Гості   | Турнір            | Голи | Примітки |
| ---------- | ------ | --------- | --------- | ------- | ----------------- | ---- | -------- |
| 12-2-2003  | Аннаба | Алжир     | 1 – 3     | Бельгія | товариський матч  | -    | 80'      |
| 11-10-2003 | Льєж   | Бельгія   | 2 – 0     | Естонія | Відбір до ЧЄ 2004 | -    | 87'      |
| Усього     |        | Матчів    | 2         |         | Голів             | 0    |          |